# Kléh János
Kléh János (Makó, 1881. december 15. – Budakeszi, 1919. június 16.) magyar festőművész. A naturalista irányvonal képviselője.

## Életpályája
A budapesti Mintarajziskolában tanult, olyan tanároktól, mint Székely Bertalan, Balló Ede és Hegedűs László. 1906-tól kezdve rendszeresen kiállított, két évvel később letelepedett Szolnokon. 1910-ben a budapesti Művészházban rendezett kollektív kiállításon szerepelt képeivel. 1908-tól a szolnoki művésztelepen dolgozott haláláig. 1913-ban a makói újság az Alföld képíró poétájának nevezte. 1916. szeptemberétől a Képzőművészeti Társulat négy hónapon át 100-100 korona segélyt szavazott meg a tüdőbajos művésznek. A tüdővész megtörte alkotói kedvét.

## Családja
Szülei: Kléh András (1845–1911) iparos vándorlegény és Joanovics Julianna (1849–1935). Öt testvére volt. Édesapja a nagyhírű makói csizmadia céh tagja volt. Műhelye Makón, a Deák Ferenc u. 44. sz. házban volt. Cégtáblája közepére cégérként egy csizma volt festve. Nagyanyja, Pál Erzsébet ősi makói család sarja volt.
A Farkasréti temetőben temették el, de felismerve tehetségét, a koporsót átvitték a Kerepesi temetőben található Deák Ferenc mauzóleum közelébe. Csontjait a Rákoskeresztúri temető 131. parcellájának 1. sorába helyezték.

## Munkássága
Csendes, szerény ember volt, tehetsége révén haladt előre. Komolyságát, szolid csendességét egész életében megőrizte. A festő elmozdult a plein air stílus irányában is, hiszen gyakran a szabadban festett. Munkásságát figurális ábrázolásokkal kezdte, de legjobban sikerült alkotásai a lírai ihletésű virágcsendéletek és tájképek. Képei egy részét jelenleg a Magyar Nemzeti Galéria őrzi, másik része képtárakban vagy magángyűjtőknél van.

## Kiállításai
- 1913 Műcsarnok

## Főbb művei
- A szolnoki művésztelep
- Hóolvadás
- Leanderes udvar
- Önarckép
- Ősz a ligetben
- Téli táj
- Tisza-part télen
- Vízparti táj
- Zagyva-part
- Zagyva medre télen
- Virágzó rózsafák

## Galéria

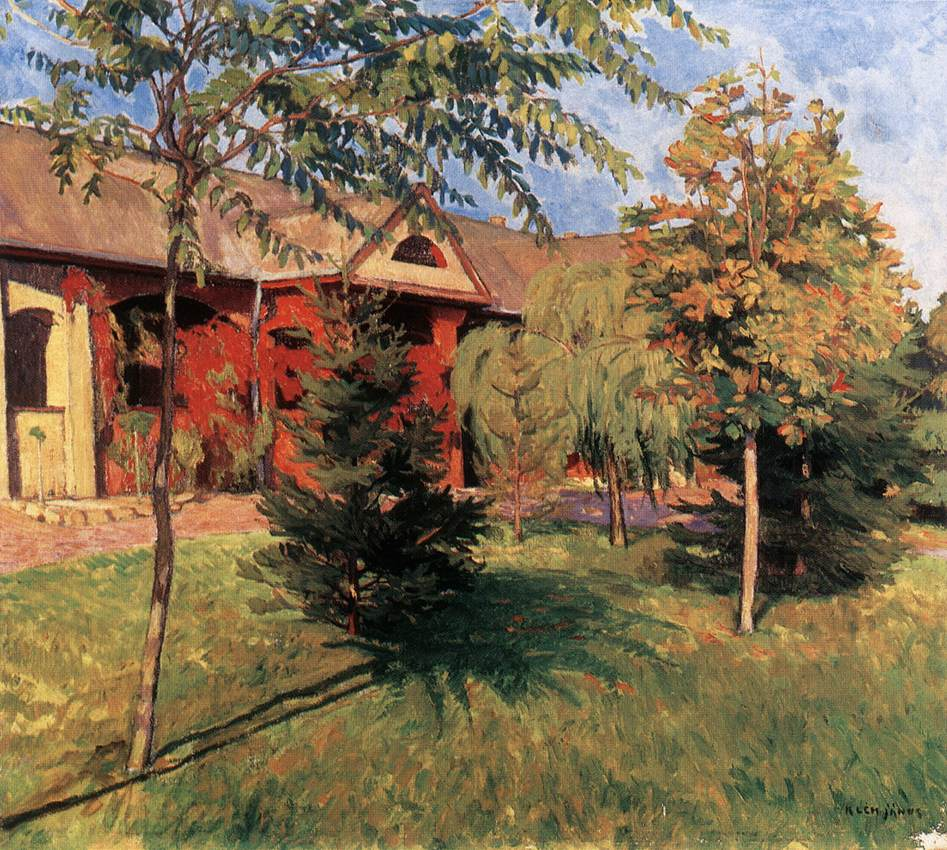
A Szolnoki művésztelep (c.1910)
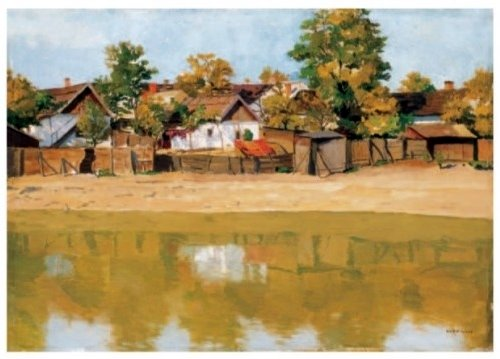
Zagyva-part (c. 1910)
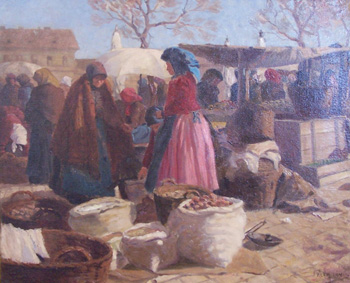
Egy jó nap a piacon